# Jacob Theodor Klein
Jacob Theodor Klein (apodo Plinius Gedanensium; 15 de agosto de 1685 - 27 de febrero de 1759) fue un jurista, historiador, botánico, matemático y diplomático prusiano al servicio del rey polaco Augusto II el Fuerte.

## Biografía
Klein nació el 15 de agosto de 1685 en Danzig (Gdańsk) en polaco Prusia Real. Estudió la historia natural y utilizó su posición como secretario de la ciudad para fundar un jardín botánico allí (ahora se llama Ogród Botaniczny w Oliwie). Su yerno fue Daniel Gralath, un físico que se convertiría en alcalde.
Trató con pequeñas cuestiones de nomenclatura zoológica y creó su propio sistema de clasificación de los animales, que se basa en el número, la forma y posición de las extremidades. Por su trabajo en el campo de las ciencias naturales, Klein había sido galardonado con la pertenencia a varias sociedades científicas, entre ellas la Royal Society de Londres y la Sociedad de Investigación de Danzig. También fue corresponsal del pastor Luterano Friedrich Christian Lesser.. Él murió 27 de febrero de 1759 en Königsberg, Prusia (ahora Kaliningrado, Rusia ).

## Algunas publicaciones
- Neuer Schauplatz der Natur, nach den Richtigsten Beobachtungen und Versuchen, in alphabetischer Ordnung, vorgestellt durch eine Gesellschaft von Gelehrten. Weidmann, Leipzig. v. 4 : 1–874. 1777

- Natürliche Ordnung und vermehrte Historie der vierfüssigen Thiere. Schuster, Danzig 1760

- Vorbereitung zu einer vollständigen Vögelhistorie. Schmidt, Leipzig, Lübeck 1760

- Stemmata avium. Holle, Leipzig 1759

- Tentamen herpetologiae. Luzac jun., Leiden, Göttingen 1755

- Doutes ou observations de M. Klein, sur la revûe des animaux, faite par le premier homme, sur quelques animaux des classes des quadrupedes & amphibies du systême de la nature, de M. Linnaeus. Bauche, Paris 1754

- Ordre naturel des oursins de mer et fossiles, avec des observations sur les piquans des oursins de mer, et quelques remarques sur les bélemnites... Bauche, Paris 1754

- Tentamen methodi ostracologicæ  sive  Dispositio naturalis cochlidum et concharum in suas classes, genera et species. Wishoff, Leiden 1753

- Quadrupedum dispositio brevisque historia naturalis. Schmidt, Leipzig 1751

- Historiae avium prodromus. Schmidt, Lübeck 1750

- Mantissa ichtyologica de sono et auditu piscium  sive  Disquisitio rationum, quibus autor epistolae in Bibliotheca Gallica de auditu piscium, omnes pisces mutos surdosque esse, contendit. Leipzig 1746

- Historiæ piscium naturlais promovendæ missus quartus de piscibus per branchias apertas spirantibus ad justum numerum et ordinem redigendis. Gleditsch & Schreiber, Leipzig, Danzig 1744

- Testaceo-Theologia. Con Friedrich Christian Lesser. Blochberger, Leipzig, Frankfurt 1744–70

- Summa dubiorum circa classes quadrupedum et amphibiorum in celebris domini Caroli Linnaei systemate naturae. Leipzig, Danzig 1743

- Naturalis dispositio echinodermatum. Schreiber, Danzig 1734

- Kurtzer Entwurff einer Lithotheologie. Con Friedrich Christian LesserNordhausen. 1732

- Descriptiones tubulorum marinorum. Knoch, Danzig 1731

- An Tithymaloides. Schreiber, Danzig 1730

- La abreviatura «Klein» se emplea para indicar a Jacob Theodor Klein como autoridad en la descripción y clasificación científica de los vegetales.[1]